# Trechnites concinnus
Trechnites concinnus är en stekelart som beskrevs av Kazmi och Hayat 1995. Trechnites concinnus ingår i släktet Trechnites och familjen sköldlussteklar. Inga underarter finns listade i Catalogue of Life.